# Centre d'educació especial Josep Sol i Rodríguez
El Centre d'educació especial Josep Sol i Rodríguez és un centre públic de Santa Coloma de Gramenet (Barcelonès) per a alumnes amb necessitats educatives especials. Està ubicat en un edifici del 1981 protegit com a bé cultural d'interès local.

## Edifici
És un edifici quadrangular, desenvolupat en quatre nivells, amb accés des del carrer per les plantes intermèdies degut al pendent del solar. Reprèn el caràcter purista del racionalisme, amb volums purs i color blanc, i desenvolupa el programa entorn d'un pati cobert, atenent a les característiques especials des seus usuaris, amb rampes que es manifesten a l'exterior com cilindres de vidre.

## Història
Bastit per conveni entre l'ajuntament de Santa Coloma de Gramenet i la Generalitat de Catalunya l'any 1979, fou guardonat amb el premi FAD d'arquitectura d'aquell any.